# Litzlitz jezik
Litzlitz jezik (ISO 639-3: lzl; lagalag, litzlitz-visele, lolnarrong, naman, netensal), austronezijski jezik kojim još govori svega 15 osoba (Lynch and Crowley 2001) na otoku Malekula u Vanuatuu, dok se ostali danas služe jezicima uripiv-wala-rano-atchin [upv] i vinmavis [vnm]. 
Pripada centralnoj podskupini malekulskih jezika iz unutrašnjosti.

## Vanjske poveznice
- Ethnologue (14th)
- Ethnologue (15th)